# Marienkäfer-Brackwespe
Die Marienkäfer-Brackwespe (Dinocampus coccinellae, Syn.: Perilitus coccinellae) gehört zur Familie der Brackwespen aus der Überfamilie der Schlupfwespenartigen. Diese Brackwespe ist auf verschiedene Arten der Marienkäfer spezialisiert, in deren Verdauungstrakt sich ihre Larve entwickelt.

## Merkmale
Die Marienkäfer-Brackwespe wird bis zu 4 Millimeter groß. Ihr Körper ist dunkelbraun und, ausgenommen das Propodeum, glatt. Der Kopf ist hellbraun, ziemlich breit und mit großen, dunklen Komplexaugen besetzt. Die Gattung Dinocampus besitzt winzige Setae an den Augen. Die Fühler der Marienkäfer-Brackwespe sind gegenüber anderen Arten der Gattung besonders lang, sie haben 21–23 Antennenglieder. Die Lippentaster sind auf zwei Segmente reduziert. Die vorderen Femora sind gelbrot gefärbt. Die Pterostigmata auf den Vorderflügeln sind relativ groß und halbkreisförmig. Die Weibchen besitzen einen mittellangen gerade nach hinten gerichteten Ovipositor.
Es sind nur wenig Männchen der Marienkäfer-Brackwespe bekannt, und es wird angenommen, dass sich die Weibchen ausschließlich parthenogenetisch fortpflanzen.

## Verbreitung
Die Marienkäfer-Brackwespe ist in der Holarktis und in Australien verbreitet. Sie kommt in Nordamerika sowie in der Alten Welt von Europa bis Japan vor. In den USA und Kanada werden die dort heimischen Marienkäfer Coleomegilla maculata und Coccinella trifasciata am häufigsten befallen. In vielen Teilen Europas sowie in Japan ist der Siebenpunkt-Marienkäfer (Coccinella septempunctata) am meisten betroffen. Untersuchungen in der Region um Dundee in Schottland haben gezeigt, dass bis zu 70 % der Siebenpunkt-Marienkäfer durch die Marienkäfer-Brackwespe mit Eiern infiziert sein können. Der Zweipunkt-Marienkäfer (Adalia bipunctata) und der Zehnpunkt-Marienkäfer (Adalia decempunctata) scheinen immun gegen die Brackwespe zu sein. In Australien wird Coccinella transversalis durch die Brackwespe parasitiert.
Ihr Lebensraum ist überall dort, wo es Marienkäfer gibt, darunter vor allem Wiesen, Äcker, Felder, Obstplantagen und andere landwirtschaftlich genutzte Flächen. Das Interesse der wissenschaftlichen Forschung am Parasitismus der Brackwespe ist groß. Es werden die Auswirkung auf die Marienkäfer-Populationen untersucht, da die Marienkäfer oft im Rahmen der Biologischen Schädlingsbekämpfung gegen Blattläuse und andere Pflanzenschädlinge eingesetzt werden.

## Lebensweise
Marienkäfer-Brackwespen sind Parasitoide; ein Teil ihrer Entwicklung erfolgt im Verdauungstrakt der Wirtstiere, die nach Vollendung der parasitären Phase des Schmarotzers und der anschließenden Puppenruhe großenteils verenden. Einige erholen sich aber und erlangen sogar ihre Reproduktionsfähigkeit zurück.
Diese Brackwespe ist kein Spezialist für bestimmte Gattungen, sondern kann mehr als 50 verschiedene Arten, hauptsächlich aus der Unterfamilie Coccinellinae der Marienkäfer befallen. Manche Arten sind davon stärker betroffen, andere weniger oder gar nicht. Mit ihrem Legeapparat legt die Marienkäfer-Brackwespe einem adulten Käfer oder einer größeren Larve ein Ei in den Körper. Zur Eiablage streckt die Brackwespe ihren Hinterleib nach vorne. Die geschlüpfte Larve der Brackwespe ernährt sich von der Nahrung und dem Fettgewebe des Käfers, um in ihm heranzuwachsen. Nach dem ersten Larvenstadium überwintert sie sogar gemeinsam. Im darauf folgenden Frühling vollendet die Larve ihre Entwicklung im Käfer. Die Brackwespenlarve lebt in Symbiose mit dem Iflavirus Dinocampus coccinellae paralysis virus, DcPV, das sich in der Larve stark vermehrt, ohne in ihr virulent zu werden. Das Virus befällt das Gewebe des Wirts, insbesondere sein Nervensystem. Sobald die Wespenlarve den Verdauungstrakt ihres Wirts durch den After verlässt, löst das Virus im Wirt spezifische Verhaltensänderungen aus, sodass er nicht mehr fortlaufen kann, wohl aber ruckelnde Bewegungen ausführt und die Taster bewegt. Die Larve spinnt sich unter dem gelähmten Käfer in einen Kokon ein und verpuppt sich im Schutze dieses „Bodyguards“. Für die Fressfeinde der Brackwespe sieht das so aus, als würde sich der Marienkäfer gerade von der Larve einer wolligen Blattlaus ernähren. Die Signalfarben des Marienkäfers schrecken solche Feinde ab. Die Puppenruhe dauert 6 bis 9 Tage. Wenige Stunden nach dem Schlüpfen aus dem Kokon können die Weibchen bereits Eier legen.
Die Marienkäfer-Brackwespe legt im Laufe ihres Lebens mindestens 100 Eier. Sie ist bivoltin, produziert also zwei Generationen pro Jahr. Ihre rund 100 möglichen, ausschließlich weiblichen Nachkommen könnten daher in derselben Saison noch mindestens 10.000 weitere Eier in ihre Wirte ablegen. Nicht alle abgelegten Brackwespeneier entwickeln sich in den Käfern erfolgreich weiter. Untersuchungen in Kanada haben gezeigt, dass die Marienkäfer-Brackwespe zwar in bis zu 55 Prozent der Exemplare einer Population des Marienkäfers Coleomegilla maculata Eier ablegen konnte, sich aber nur 5,9 Prozent davon bis zum Puppenstadium weiterentwickelten. Eine hohe Parasitierungsrate ergibt sich außerdem nur, wenn die Marienkäfer-Brackwespe an die jeweilige Marienkäfer-Art angepasst ist. Kommt eine neue Art hinzu, wie beispielsweise der Asiatische Marienkäfer (Harmonia axyridis), der in Europa und Nordamerika eingeführt bzw. eingeschleppt wurde, so gelingt nur in seltenen Fällen eine erfolgreiche Entwicklung der Marienkäfer-Brackwespe innerhalb der neuen Wirtsart (0 bis 14,7 Prozent, wie 2010 bei einer europäischen Studie festgestellt wurde). Daher ist die Marienkäfer-Brackwespe derzeit kein regulierender Faktor für die wachsenden Populationen des Asiatischen Marienkäfers in Europa und Nordamerika.

## Taxonomie
Die Art wurde 1802 von Franz von Paula Schrank unter dem Namen Ichneumon coccinellae beschrieben und zu den Schlupfwespen gezählt. 1862 wurde von Foerster die Gattung Dinocampus errichtet.

## Bilder

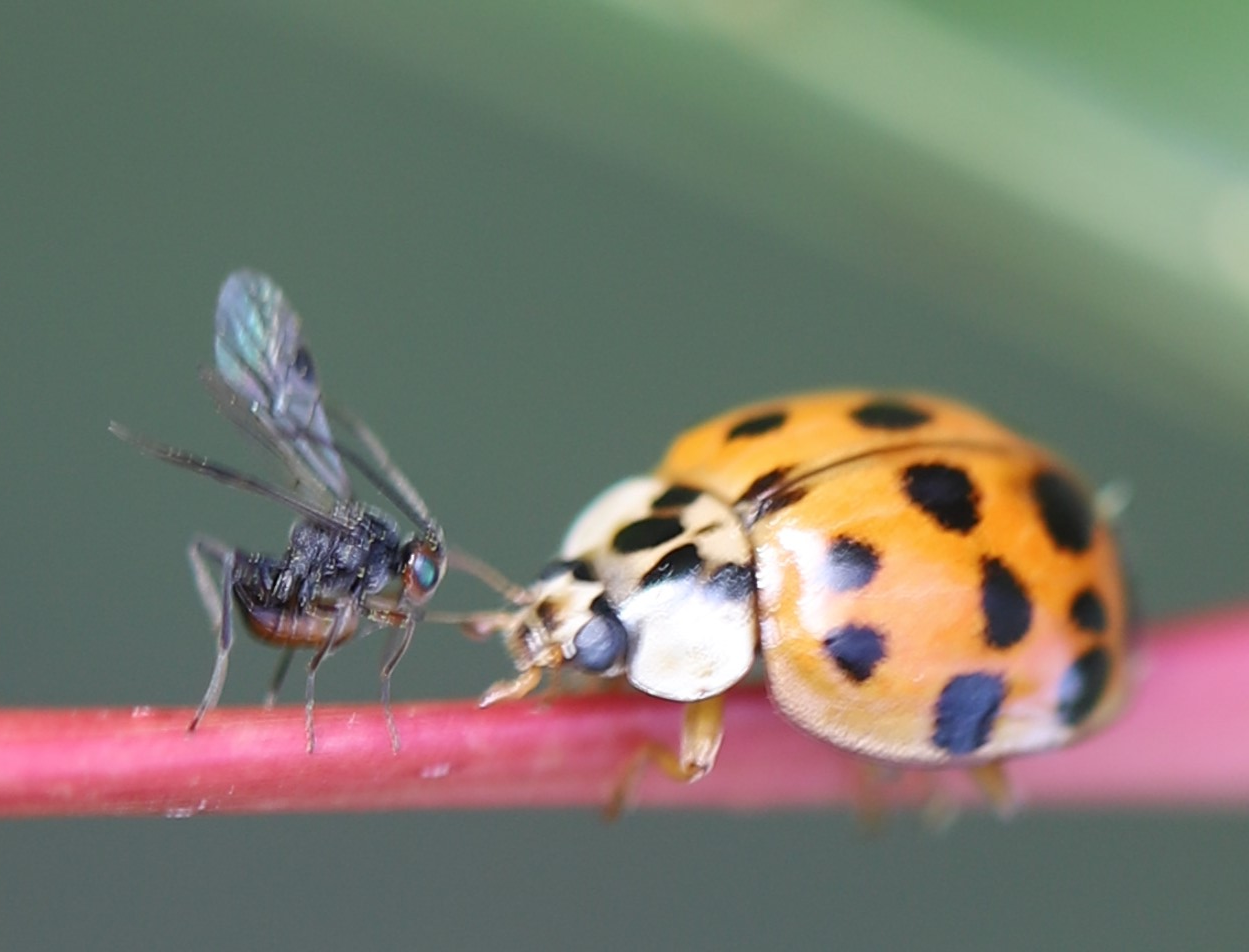
Eiablage an einem Asiatischen Marienkäfer
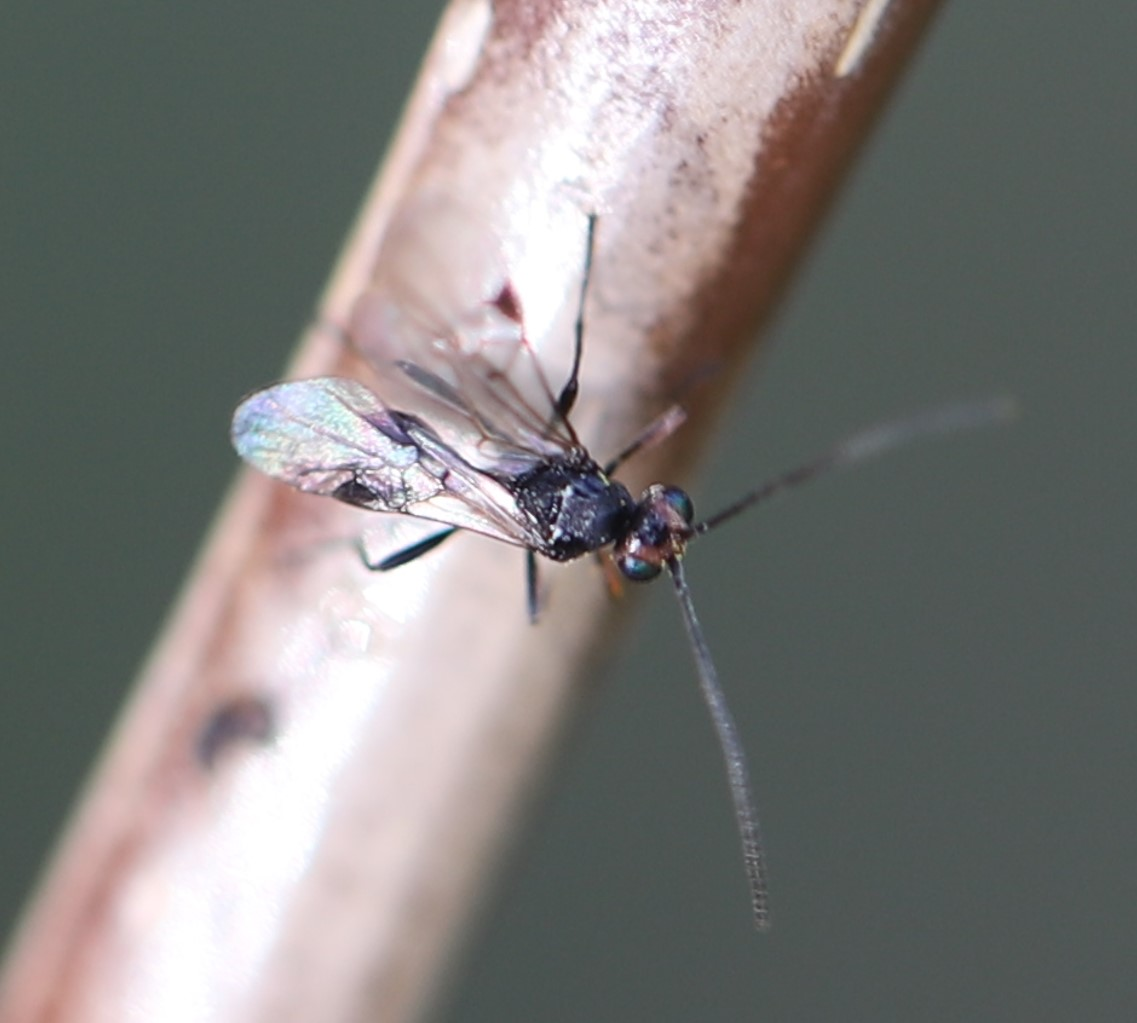
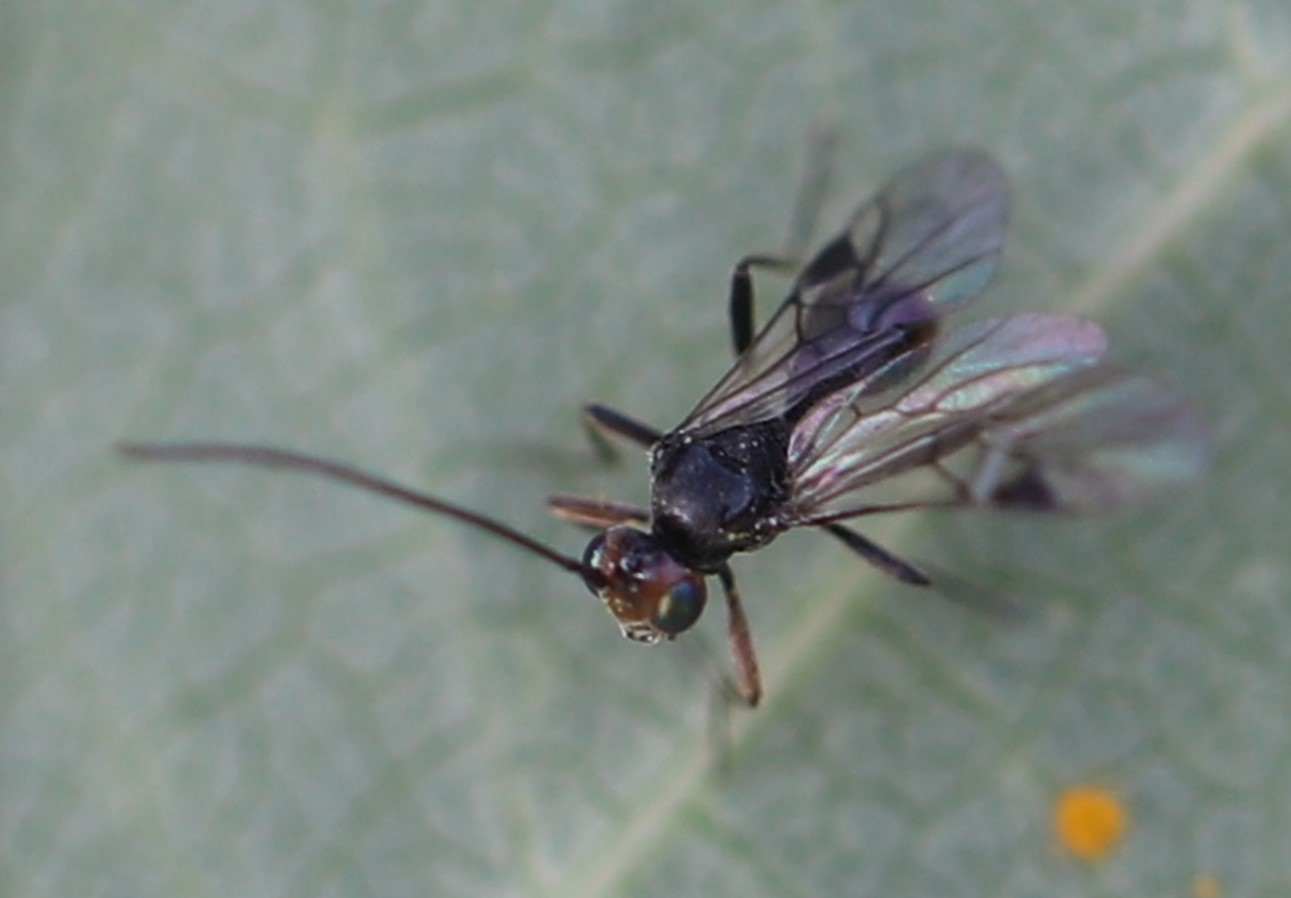
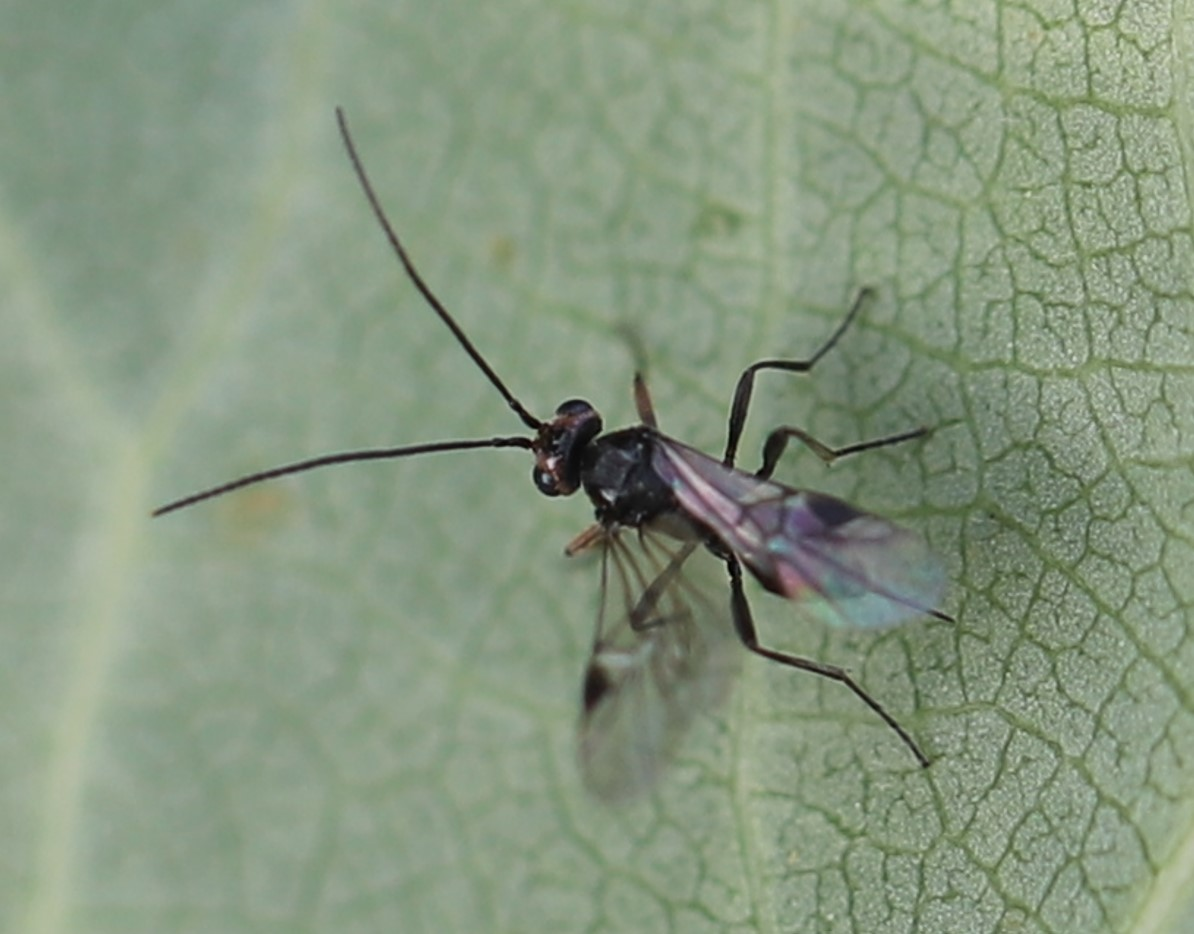
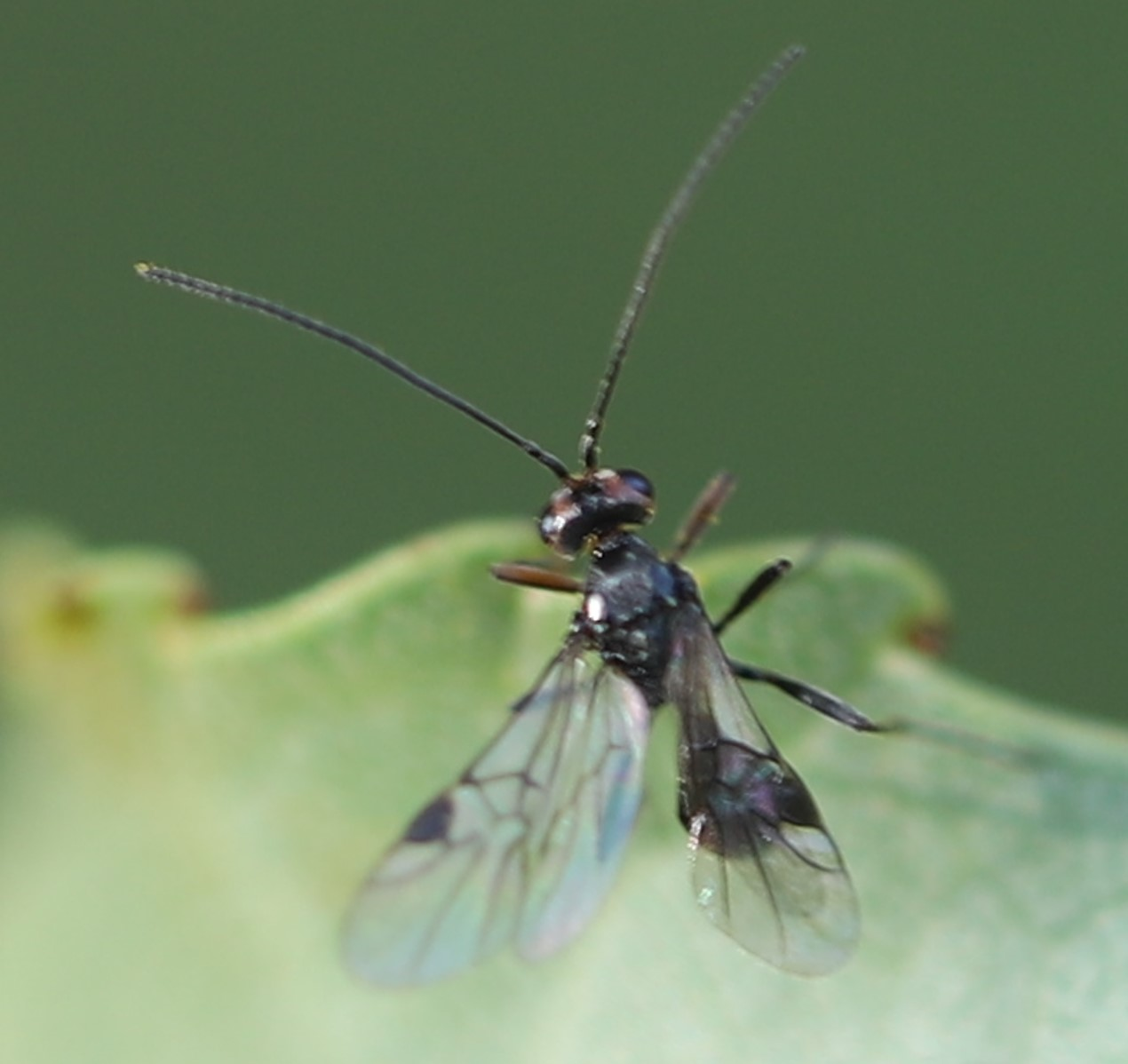
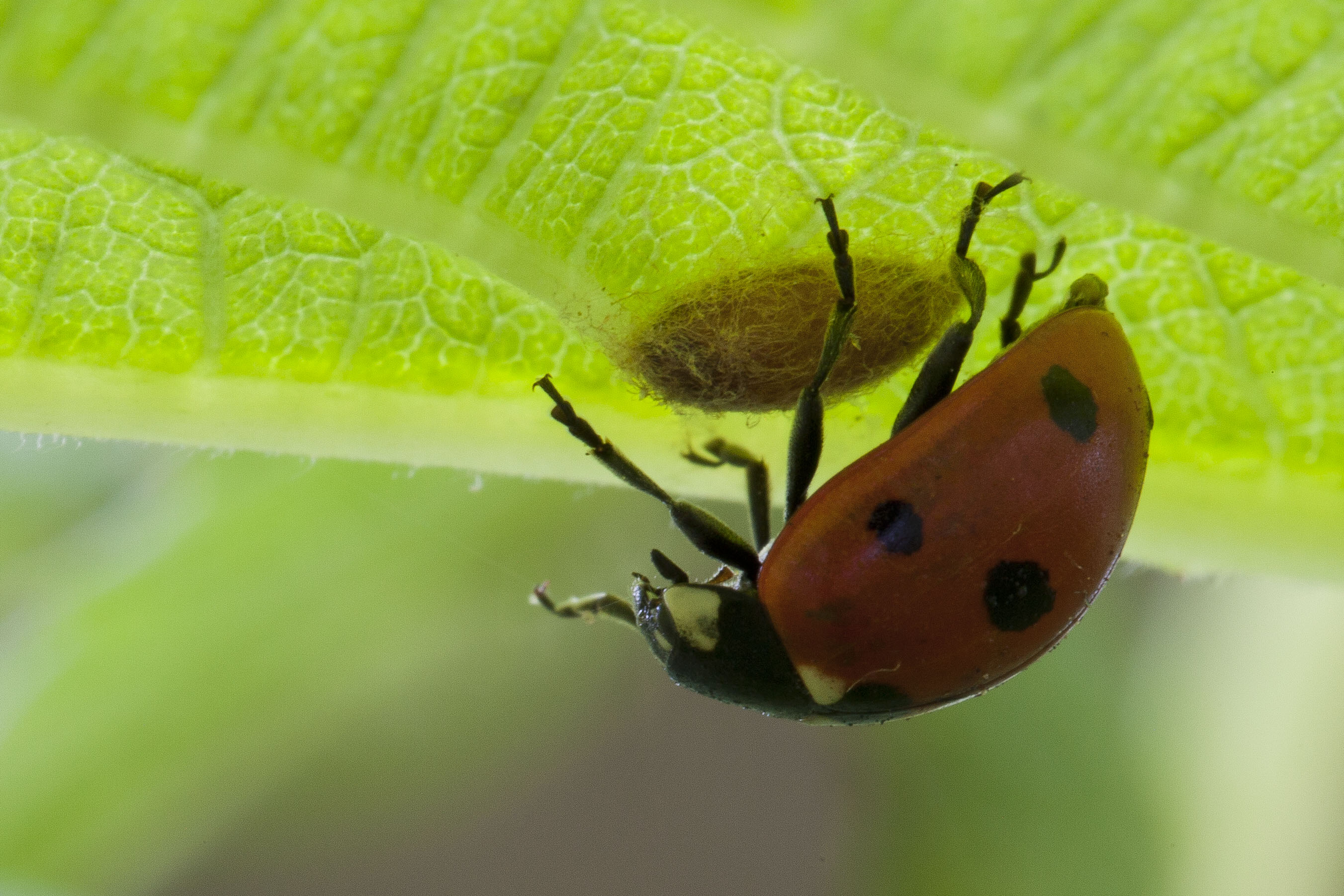
Brackwespenpuppe mit Marienkäfer unter einem Himbeerblatt